# Stolonica brevigastra
Stolonica brevigastra is een zakpijpensoort uit de familie van de Styelidae. De wetenschappelijke naam van de soort is voor het eerst geldig gepubliceerd in 2003 door Kott.